# China Investment Corporation
Pour les articles homonymes, voir CIC.
China Investment Corporation (CIC ; chinois simplifié : 中国投资有限责任公司 ; pinyin : Zhōngguó tóuzī yǒuxiàn zérèn gōngsī) est un des principaux fonds souverains chinois. Créé le 29 septembre 2007, son modèle est basé sur celui du fonds singapourien Temasek pour la gouvernance et la transparence. Il gère environ 200 milliards de dollars de la réserve de change chinoise, évaluée à plus de 1 200 milliards de dollars. Ces capitaux proviennent des excédents commerciaux de la Chine avec le reste du monde.

## Histoire
China Investment Corporation s'est notamment fait connaître en décembre 2007 lorsqu'il est rentré au capital de la banque Morgan Stanley, lors de son augmentation de capital à la suite de la crise des subprimes. Le fonds a par la suite augmenté sa prise de position dans la banque américaine, allant jusqu'à 10 % du capital votant.
En 2013, China Investment Corporation a acquis 12,5 % d'Uralkali, une entreprise de potasse russe.
En 2015, en partenariat avec AEW, CIC acquiert les centres commerciaux La Vache Noire à Arcueil, Centre Mayol à Toulon, Marques Avenue à Troyes.
En 2016, CIC entre au capital de Foncia dont il devient ainsi un des trois seuls actionnaires.
Dans son rapport financier portant sur les données du quatrième trimestre 2022, la China Investment Corporation détaille ses prises de participations directes auprès de 18 sociétés financières.
| Sociétés financières                            | Parts (%) |
| China Jianyin Investment Limited                | 100.00%   |
| China Export & Credit Insurance Corporation     | 73.63%    |
| China Reinsurance (Group) Corporation           | 71.56%    |
| China Galaxy Financial Holding Company Limited  | 69.07%    |
| Bank of China Limited                           | 64.02%    |
| China Everbright Group Limited                  | 63.16%    |
| China Construction Bank Corporation             | 57.11%    |
| Hengfeng Bank Co., Ltd                          | 53.95%    |
| China International Capital Corporation Limited | 40.11%    |
| Agricultural Bank of China Limited              | 40.03%    |
| Industrial and Commercial Bank of China Limited | 34.71%    |
| China Development Bank                          | 34.68%    |
| New China Life Insurance Company Co., Ltd.      | 31.34%    |
| China Securities Co., Ltd.                      | 30.76%    |
| Shewan Hongyuan Group Co., Ltd.                 | 20.05%    |
| Bank of Hunan Corporation Limited               | 20.00%    |
| Guotai Jun’an Investment Management Co., Ltd.   | 14.54%    |
| China Galaxy Asset Management Co., Ltd.         | 13.30%    |